# D-30发动机
D-30发动机是前苏联什韦措夫发动机设计局在1960年代设计研发的低涵道比涡轮风扇发动机，官方将其定义为“涵道涡轮喷气发动机”。開發後在短时期内（大约三年）发动机就開始服役，後續发展刺激了无数的增长版本，增加了风扇直径和修改了部件排列。它可能是冷戰時代最重要的涡扇机之一，D-30被证明是苏联航空史上最可靠的機器之一，被授予国家奖肯定。

## 设计与发展
D-30在设计伊始，是专为图-134喷气式民航客机开发的一款民用发动机，其设计对标的发动机的是普惠公司研发生产的JT8D发动机，后者于1962年首次在波音727客机上使用。
到了1970年代中期，苏联寻求能够一种高速截击机，以够替代服役的米格-25战斗机。当时米格-25采用两台动力强大的图曼斯基R-15发动机，这两台发动机能使米格-25在高空达到惊人的3马赫时速，但是在低空，R-15发动机的表现不尽如人意。更糟糕的是，在最大推力高速飞行时，还出现了发动机停车的现象，因此当时的苏联急需一款低涵道比涡轮风扇发动机，为新的截击机提供动力。当时的米高扬设计局和OKB-19设计局（就是后来的什韦措夫发动机设计局），联合开发一款飞机，也就是后来米格-31战斗机。
什韦措夫设计局在D-30的基础上研制了D-30F6发动机，能产生9,500 kgf的非增压推力，和15,500 kgf的后燃推力。配备了款发动机的米格-31最大起飞重量为45,800公斤，最高速度达到3.2马赫。但在此速度之下其发动机有严重损坏的危险，因此米格-31的最大飞行速度被限制于2.83马赫，且飞行员一般飞行时却只被准许加速到2.5马赫以保护引擎。由于发动机动力强大，米格-31在低空（1500米）也能突破音速。
后来D-30也衍生出一些其他型号，增大了涵道比或是反推裝置，来和普惠公司的JT8D-200系列发动机竞争。其中D-30K系列被运用在伊尔-76重型运输机、伊尔-62和图-154等机型上。轰-6后续型号与运-20目前也使用D-30KP-2发动机。

## 衍生型号
数据来源：世界飞机引擎大全（1970年），简氏世界飞机 1993-94年：
D-30
D-30 II
D-30 III
D-30V12
D-30N
D-30F-6
D-30K提高壽命9500小時、涵道比，大推力改进型号。
- D-30KP-2：伊尔-76使用发动机
- D-30KP-3：为D-30KP-2的改型，包括：三级风扇改为单级风扇可节省5%燃油降重150kg、总推力从125kN提升至135kN、整体油耗降低15%、涵道比从2.42提升到3.6、直径从1455mm扩大为1662mm、75%零部件通用

## 採用的飛機
- 圖-134
- 圖-154
- 伊爾-62
- 伊爾-76
- 伊爾-78
- A-50
- 米格-31
- 蘇-47
- 米亞西捨夫 M-55（英语：Myasishchev M-55）
- 空警-2000
- 運-20A
- 轟-6K/N/J

## 外部連結
- D-30F6 description at manufacturer's site（页面存档备份，存于）
- Пермский моторный завод — Турбореактивный двухконтурный авиадвигатель Д-30（页面存档备份，存于） （俄文）
- НПО Сатурн — продукция（页面存档备份，存于） （俄文）
- D-30KU-154（页面存档备份，存于）

（俄文）